# Mézières-lez-Cléry
Mézières-lez-Cléry è un comune francese di 793 abitanti situato nel dipartimento del Loiret nella regione del Centro-Valle della Loira.

## Società

### Evoluzione demografica
Abitanti censiti